# Emiratet Badinan

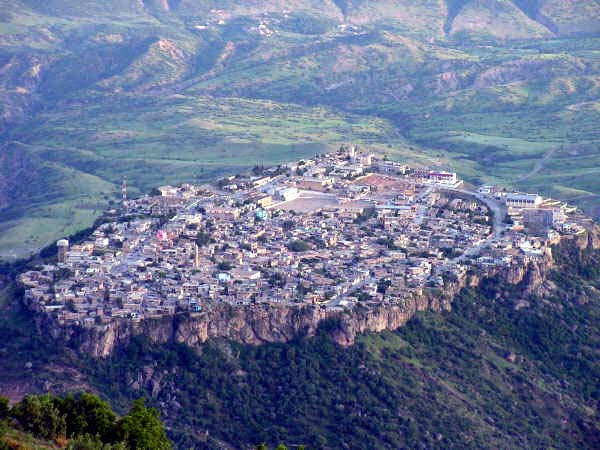
Amedi, emiratets huvudstad

Badinan eller Bahdinan var 1376-1843 ett kurdiskt furstendöme i det som idag är regionen Badinan i Irakiska Kurdistan. 
Det grundades av Bahāʾ-al-Dīn som ursprungligen kom från Şemzînan i Hakkari. Furstendömets huvudstad var länge Amedi som ligger i dagens Duhok-provins.